# Sisu SA-150
Der Sisu SA-150 ist ein 1982 eingeführter Lastkraftwagen des finnischen Fahrzeugherstellers Sisu-Auto. Dieser Lkw findet hauptsächlich beim Militär Verwendung. Die Antriebsformel ist 4×4.

## Planung
Auf Grund der Erfahrung mit dem Sisu A-45 und neuer, schwererer Kanonen hatten die finnischen Streitkräfte erkannt, dass stärkere Fahrzeuge erforderlich geworden sind. Sisu-Auto hat daraufhin entschieden, ein neues mittelschweres Gelände-Lkw-Projekt anzufangen.
Die Planung startete im Jahr 1978 im Sisu-Auto-Hauptsitz in der Flemingstraße, Helsinki. Der Projekt-Manager war der Leiter der Planungsabteilung, Seppo Kokkola. Die anderen Mitglieder waren Kari Lindholm, Veli Vallinoja, Uoti Hartikainen und Kalevi Kakko, die wichtigsten Designer bei Sisu-Auto.
Der Ausgangspunkt war die NATO-Kompatibilität; das kann man zum Beispiel an der Reifengröße mit 14,00-20 sehen und am Aussehen des Lkw. Die Herstellung des ersten Prototyps begann im November 1979 und im folgenden Februar ist der Lkw zum ersten Mal gestartet worden. Im April wurde er nach Rovajärvi gebracht, worauf sich ein halbjähriges Testprogramm anschloss. Der Prototyp bewährte sich bei den Tests der Streitkräfte.
Der Name des ersten Prototyps war SA-140, er wurde von einem Valmet-611-Turbodiesel angetrieben. Die Leistung betrug 140 kW. Die Höchstgeschwindigkeit 100 km/h und mit dem größten Untersetzungsverhältnis ist er 1,6 km/h schnell. Der Prototyp war deutlich größer und leistungsfähiger als der A-45 bei ungefähr gleichem Leergewicht mit der Gesamtmasse des A-45.
Sisu Auto gab dem Wagen den Spitznamen Masi, weil der Spitzname des Vorgängers A-45 „Proto-Sisu“ war, was nicht angenehm für den Hersteller war. Masi kommt von „Maasto-Sisu“, Boden-Sisu, und ist auch der Name von Beetle Bailey auf Finnisch.

## Produktion
Im Serienmodell wurde ein leistungsfähigerer Motor mit 150 kW eingebaut mit dem Modellnamen SA-150. Die Serienproduktion begann in Hämeenlinna im Jahr 1982 und das erste Lieferlos von zehn Fahrzeugen wurde an die Streitkräfte im Oktober des gleichen Jahres übergeben. Ab dem Folgejahr gab es eine jährliche Produktion von etwa 60 Stück. Fast alle Fahrzeuge wurden in Hämeenlinna produziert, mit Ausnahme von zwei kleinen Lieferlosen, die in Karis hergestellt wurden.

## Technische Daten

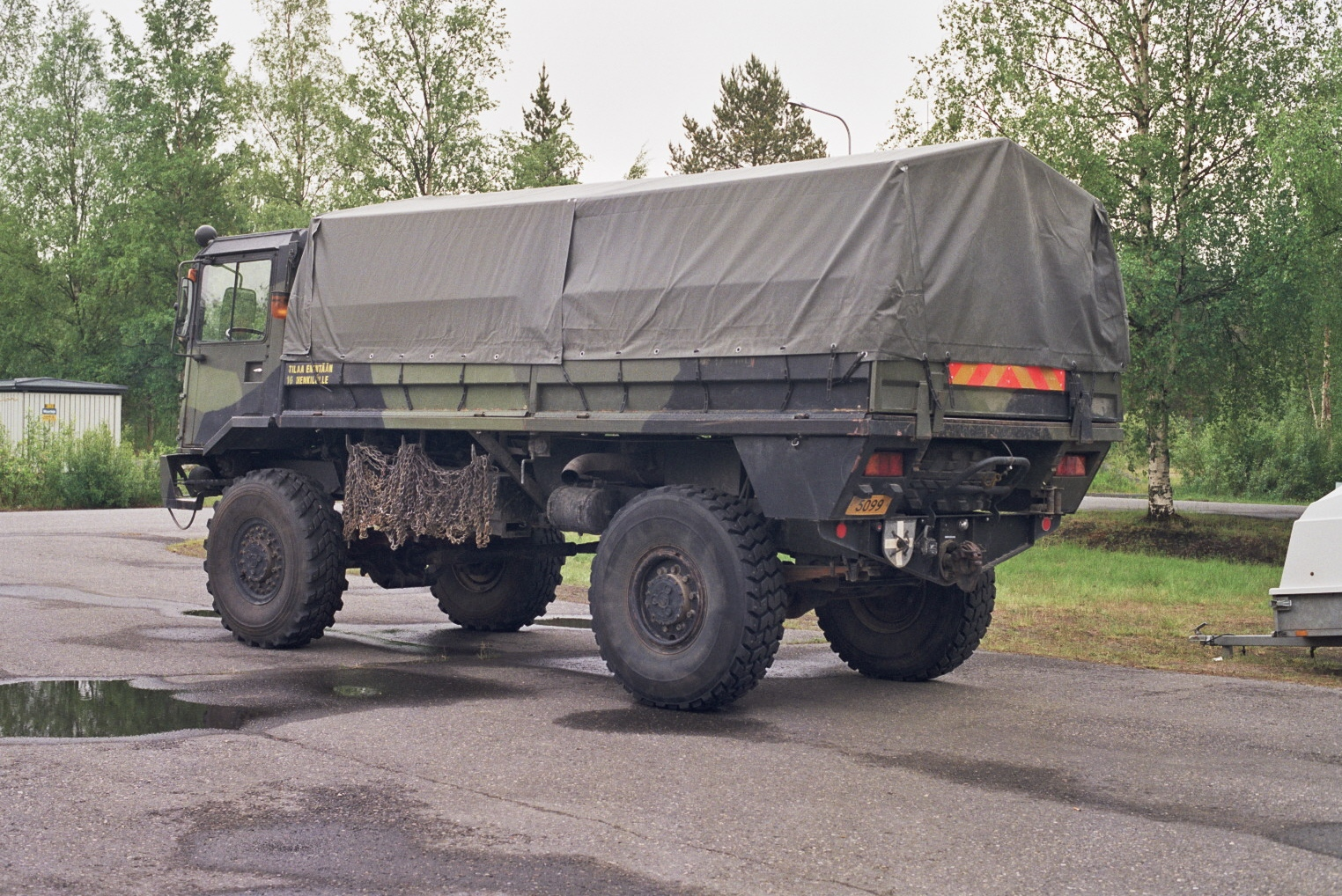
Sisu SA-150 von hinten

Im SA-150 waren viele gleiche Teile von anderen Sisu-Modellen verbaut worden, einschließlich der ersten „XA-180-Modelle“ Pasis.

### Motor
Der Motor ist ein Sechszylinder-Viertakt-Turbo-Direkteinspritzungsdiesel mit Wasserkühlung und 6,6-Liter Hubraum vom Typ Valmet 611 CSBA. Die maximale Motorleistung beträgt 150 kW  und das maximale Drehmoment 680 Nm.

### Getriebe und Fahrwerk
Die Kupplung ist eine Einscheibentrockenkupplung an das sich ein Sechsganggetriebe von ZF anschließt. Darüber hinaus gibt es noch ein Zweigang-Untersetzungsgetriebe. Die Vorder- und Hinterachse sind angetriebene Starrachsen mit Blattfedern. Die Vorderachse hat zusätzliche hydraulische Stoßdämpfer. Die Bremsen sind pneumatisch S-kurvenscheibliche Trommelbremsen.
Die Achslast ist gleichmäßig zwischen den beiden Achsen verteilt und der Rahmen kann starke Verwindungen aufnehmen, so dass alle Räder in ständigem Kontakt mit dem Boden sind auch in schwierigem Gelände. Die Lenkung ist mit einer Servounterstützung ausgestattet.

### Kabine und Zubehör
Die Kabine ist für drei Personen als Frontlenker-Kabine ausgelegt. Sie verfügt über eine Heizung und ist mit einer Dachluke ausgestattet. Die Kabine und der Laderaum sind auf dem Rahmen elastisch befestigt, die die Strukturen gegen Verdrehen sichern. Der Fahrersitz ist verstellbar in Länge und Höhe. Die Ausstattung der Kabine umfasst eine Heizung mit einem Zweistufengebläse, Schiebedach, Scheiben und einem Stützrahmen für das Tarnnetz.
Die Ladefläche ist eine Stahlkonstruktion mit abnehmbaren Seitenwänden, und es gibt Platz für 26 Personen.
Die elektrische Anlage ist eine 24-Volt-Anlage und besteht aus zwei 12-Volt-150-Ah-Akkus.
Der SA-150 hat eine 8000 kg Winde mit 50 m Drahtseil, das an der Vorder- oder Rückseite des Fahrzeugs verwendet werden kann.
Das Tankvolumen beträgt 225 Liter.

## Eigenschaften
Die Höchstgeschwindigkeit des Fahrzeugs beträgt 100 km/h und die Reichweite beträgt 800 km. Die Offroad-Eigenschaften waren gut. Der vordere Einfallswinkel ist 42° und hintere Einfallswinkel ist 39°. Die Bodenfreiheit ist 40 cm und die höchste Wattiefe ist ein Meter. Der kleinste Wendekreisdurchmesser ist 16,4 m.

## Varianten
Der SA-151 ist eine Weiterentwicklung, der wichtigste Unterschied eine 100 mm breitere Ladefläche. Dieses Modell wurde in den Jahren 1990/1991 produziert.

## Verwendung
Der SA-150 wurde hauptsächlich als Zugmittel für schwere Kanonen verwendet. Sein schwerer „Bruder“ SA-240 ist drei-achsig.